# HD 19789
HD 19789，又名BD+12 452，SAO 93327、HR 952，是一颗恒星，视星等为6.12，位于銀經167.61，銀緯-37.4，其B1900.0坐标为赤經3h 5m 52.3s，赤緯+12° -37.4′ 7″。